# Venio Losert

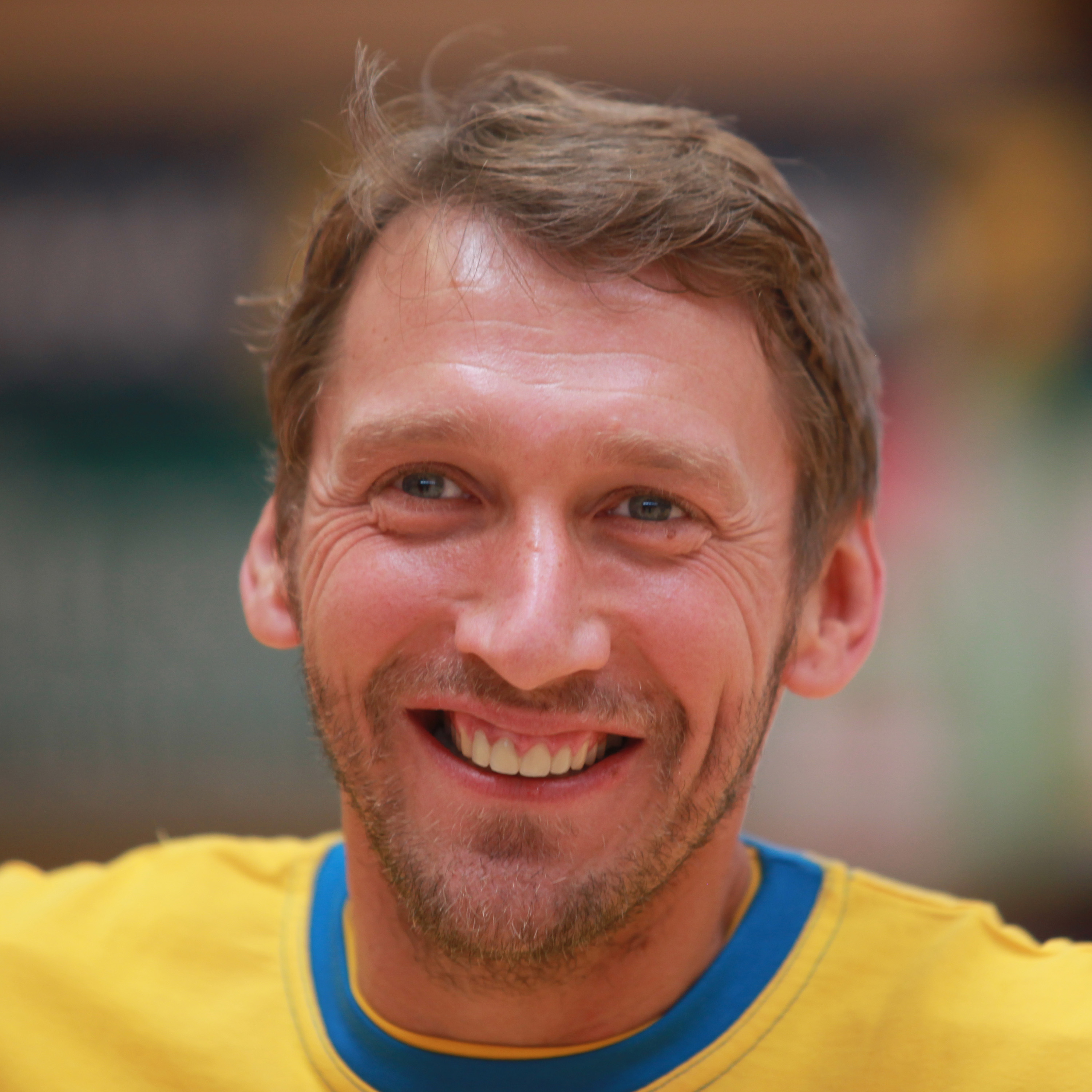
Venio Losert 2013.

Venio Losert, född 25 juli 1976 i Zavidovići, Jugoslavien (nuvarande Bosnien och Hercegovina), är en kroatisk tidigare handbollsmålvakt.
Han var med och tog guld vid både OS 1996 i Atlanta och OS 2004 i Aten Han var också med och tog OS-brons 2012 i London.

## Klubbar
- Badel 1862 Zagreb (–1999)
- Garbel Saragossa (1999–2000)
- CB Cantabria (2000–2001)
- BM Granollers (2001–2004)
- Portland San Antonio (2004–2005)
- Frigorificos del Morrazo Cangas (2005–2006)
- FC Barcelona (2006–2009)
- US Créteil HB (2009–2010)
- CB Ademar León (2010–2012)
- KIF Kolding (2012)
- KS Vive Targi Kielce (2012–2014)
- Montpellier AHB (2014–2015)